# Foggy Mountain Rockers
Foggy Mountain Rockers startade år 1992 och är ett tyskt rockabillyband. Bandet består av: Heiko Piecha (sång), Mario Oehlmann (gitarr), Jörg "Paul" Weber (gitarr), Frank "Jummi" Jungbluth (basgitarr), Sven Schürmann (trummor) och Domenico "Duck" Todaro (slagverk).

## Diskografi
Album
- Dice In Flames (LP) – 1997
- Angel Heart – 1999
- Hang Him High – 1999
- Dressed In Black – 2001
- Ein Herz für TEDS – 2002
- Dice In Flames (CD) – 2002
- WanTED six rockin’ men (CD) – 2004
- WanTED six rockin’ men (LP) – 2005
- REVENGE of the ROCKERS (Rebels Revenge & Foggy Mountain Rockers) – 2007